# Dirk Schlömer

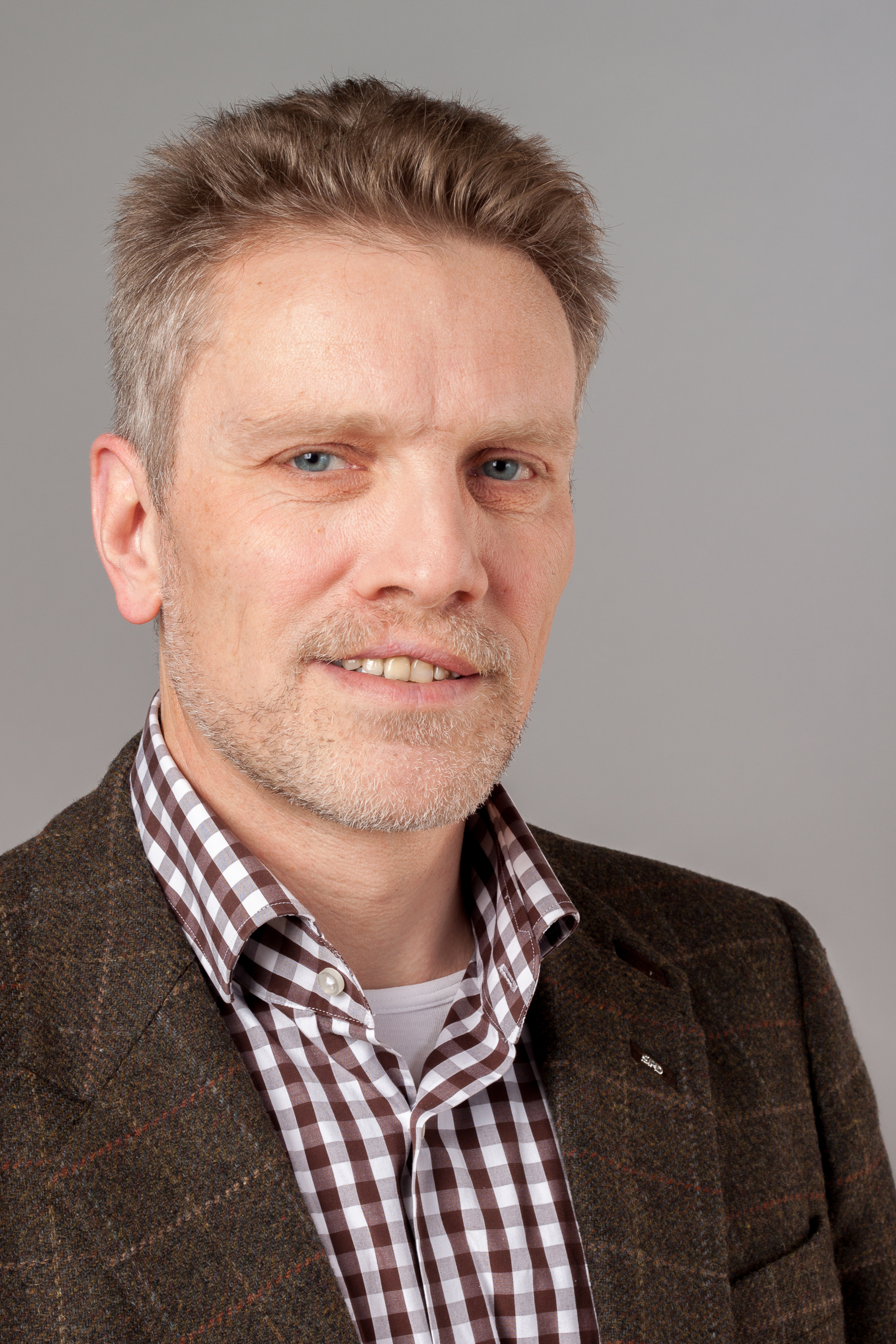
Dirk Schlömer (2013)

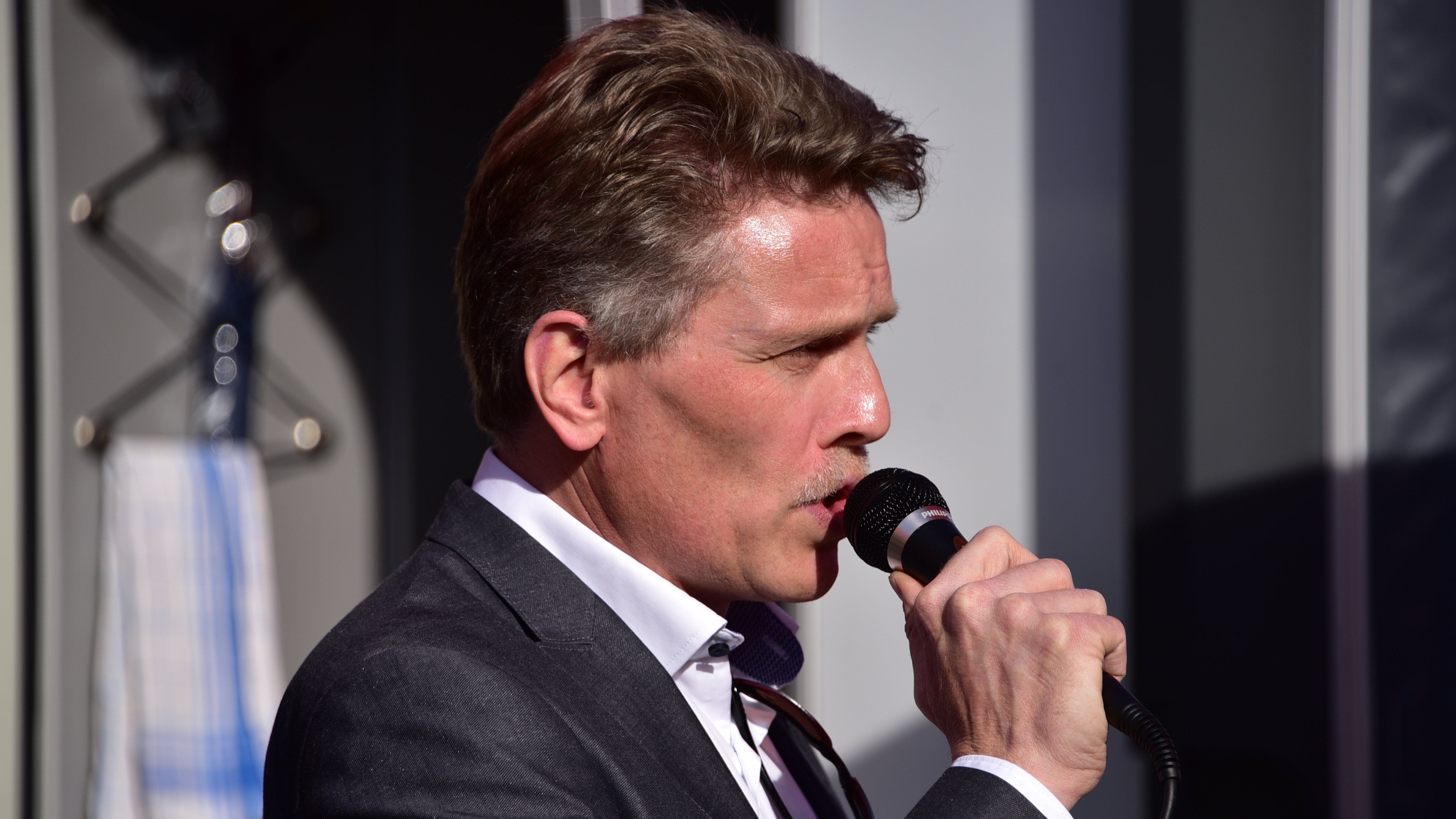
Dirk Schlömer während des Landtagswahlkampfes in NRW (2017)

Dirk Schlömer (* 17. März 1965 in Köln) ist ein deutscher Politiker der SPD und war von 2012 bis 2017 Landtagsabgeordneter in Nordrhein-Westfalen.

## Leben
Schlömer stieg 1982 bei der Deutschen Bundesbahn als Beamter im mittleren Dienst in Köln ein, bei der er sich auch in deren Gewerkschaft, der GdED und später der EVG engagiert. 1992 wurde er hauptberuflicher Gewerkschafter und Gewerkschaftssekretär, zunächst für Köln, später landesweit. 1999 wechselte er nach Frankfurt am Main, wo er als Branchensekretär für den Regionalverkehr zuständig war. Zuletzt war er Bereichsleiter für Personenverkehr, Jugend und Berufliche Bildung und die Region West.
Schlömer wohnt mit seiner Frau und seiner Tochter in Hennef-Weldergoven.

## Politik
Schlömer ist seit 1992 Mitglied der SPD, bei der er sich zunächst in der SPD-Betriebsgruppe Eisenbahn engagierte. Von 1994 bis 1999 war er deren Vorsitzender in Köln und Mitglied in deren Zentralausschuss, danach unterstützte er den Zentralausschuss als beratendes Mitglied. Bei der Landtagswahl 2010 kandidierte Schlömer erstmals ohne Erfolg für den Landtag. 2012 wurde er im Wahlkreis Rhein-Sieg-Kreis I mit knapper Mehrheit direkt in den Landtag gewählt. Im Landtag war Schlömer ordentliches Mitglied des Hauptausschusses und des Ausschusses für Europa und Eine Welt. Beachtung fand Schlömers Konzept des „mobilen Bürgerbüros“, mit dem er in seinem großen Wahlkreis unterwegs war. Dabei handelte es sich um einen kleinen Wohnwagen, der für Bürgersprechstunden auf den Marktplätzen Halt machte. Bei der Landtagswahl 2017 wurde Schlömer im Wahlkreis deutlich von Björn Franken (CDU) geschlagen. Ihm gelang auch kein Wiedereinzug über die Landesliste der SPD, und so schied er aus dem Landtag aus.
Ehrenamtlich ist Schlömer in der Kommunalpolitik engagiert. Seit 2020 ist er Ratsmitglied in Hennef, außerdem Sachkundiger Bürger im Planungs- und Verkehrsausschuss des Rhein-Sieg-Kreises. Von 2021 bis 2023 war er Vorsitzender der SPD in Hennef. 